# 佩斯科夫河
佩斯科夫河（俄语：Река Песковская）或鸣子川（日语：／）是萨哈林州波罗奈区的河流，源起国内山，长27公里，流域面积108平方公里，注入鄂霍次克海，河口处宽10米，深0.5米，流速0.6米每秒。

## 引用
1. ↑  М·Г·瓦西科夫斯基. . 列宁格勒: 气象出版社. 1973 （俄语）.
2. ↑  . 国家水登记处.   [2024-01-03]. （原始内容存档于2024-01-03） （俄语）.